# Adriana Fonseca
Adriana Fonseca Castellanos  (Veracruz, 1979. március 16. –) mexikói színésznő.

## Élete és pályafutása
Szülei Hugo Fonseca és Guillermina Castellanos. Két testvére van: Jacqueline és Hugo. Karrierjét 16 évesen kezdte. Számos telenovellában szerepelt. 2012-ben a Telemundóhoz szerződött, ahol a Több mint testőr-ben Ángela Valdez szerepét játszotta, amiért 2013-ban Miami Life Awards-díjat kapott a Legjobb női főszereplő kategóriában.

## Magánélete
2012 decemberében titokban házasságot kötött menedzserével,  Enrique Calderónnal. A polgári szertartás Miamiban  zajlott. A templomi esküvőt 2013 második felében tartották. A szertartáson csak a család és barátok vettek részt. Férje 9 évvel fiatalabb nála, és már több mint egy éve vannak együtt.
Bár 2013 nyarán másfél hónapig sikerült titokban tartaniuk, hogy Adriana állapotos, sajnos váratlan, tragikus  fordulat következett be. Július 14-én délben férje beszállította egy mexikói kórházba, mert erős alhasi fájdalmai voltak. A vizsgalatok során kiderült, hogy méhen kívüli terhessége van. Később erősen vérezni kezdett, ezért másnap meg kellett szakítani a terhességét.

## Filmográfia
| Év        | Cím                          | Magyar cím           | Szerep                             |
| --------- | ---------------------------- | -------------------- | ---------------------------------- |
| 2024-2025 | Papás por conveniencia       |                      | Paulina                            |
| 2021      | Mi fortuna es amarte         |                      | Lucía Nieto Paz                    |
| 2012-2013 | Corazón valiente             | Több mint testőr     | Ángela Valdez de Arroyo / Milagros |
| 2009      | Mujeres Asesinas 2           |                      | Cecilia                            |
| 2007      | Bajo Las Riendas del Amor    |                      | Montserrat Linares                 |
| 2005      | Contra viento y marea        | A Vadmacska új élete | Sandra Serrano Rudell              |
| 2003-2004 | Mariana de la noche          |                      | Caridad "Chachi" Montenegro        |
| 2001      | Atrévete a Olvidarme         |                      | Andrea Rosales                     |
| 2001      | Mujer Bonita                 |                      | Charito                            |
| 2000      | Amigos X Siempre             |                      | Melissa Escobar                    |
| 1999      | Rosalinda                    | Rosalinda            | Lucía "Lucy" Pérez Romero          |
| 1998      | La Usurpadora                | Paula és Paulina     | Verónica Soriano                   |
| 1998      | Preciosa                     |                      | Vanessa                            |
| 1998      | Gotita De Amor               |                      | Paola                              |
| 1997      | Pueblo Chico Infierno Grande |                      | Jovita                             |

## Díjak és jelölések
TVyNovelas-díj
| Év   | Kategória                  | Telenovella         | Eredmény |
| ---- | -------------------------- | ------------------- | -------- |
| 2004 | Legjobb női mellékszereplő | Mariana de la noche | Jelölve  |

Premios tu Mundo-díj
| Év   | Kategória              | Telenovella      | Eredmény |
| ---- | ---------------------- | ---------------- | -------- |
| 2012 | Kedvenc női főszereplő | Corazón valiente | Jelölve  |

People en Español-díj
| Év   | Kategória              | Telenovella      | Eredmény |
| ---- | ---------------------- | ---------------- | -------- |
| 2012 | Legjobb női főszereplő | Corazón valiente | Jelölve  |

Miami Life Awards-díj
| Év   | Kategória              | Telenovella      | Eredmény |
| ---- | ---------------------- | ---------------- | -------- |
| 2013 | Legjobb női főszereplő | Corazón valiente | Elnyerte |